# Lannemezan
Lannemezan es una comuna francesa situada en el departamento de Altos Pirineos, en la región de Occitania.
Tiene una población estimada, a inicios de 2020, de 5803 habitantes.
Se trata de una antigua bastida situada al norte de los Pirineos, en el centro de la meseta de Lannemezan, entre Tarbes y Toulouse.